# Metalepse
Metalepse oder griechisch Metalepsis (wörtlich etwa „Herübernahme“) ist ein Begriff aus der klassischen Rhetorik, der in der Erzähltheorie eine neue Verwendung erfuhr. Da der Begriff auch innerhalb der Rhetorik schon in verschiedenen Kontexten gebraucht wurde, sind insgesamt drei, jedoch miteinander zusammenhängende Verwendungen zu unterscheiden:
- Die Metalepsis als Form der uneigentlichen Rede, als Sinnfigur oder Trope der klassischen Rhetorik.
- Die Metalepse als Begriff für ein besonderes Verhältnis der Erzählebenen in der Erzähltheorie.
- Die älteste Verwendung des Begriffs ist die in der Theorie der Gerichtsrede. Siehe dazu den Artikel Statuslehre (Rhetorik).

Für den Begriff der klassischen Rhetorik wird bevorzugt die griechische Form verwendet, für den der Erzähltheorie das auch im Französischen gebräuchliche „Metalepse“. Man begegnet aber auch jeweils der anderen Form.

## Die Metalepsis der klassischen Rhetorik
Die Metalepsis oder Metalepse wird in der klassischen Rhetorik unterschiedlich definiert:
- Als Form der Metonymie, bei der der erzeugende Gegenstand bzw. die Ursache anstelle der eigentlich gemeinten Wirkung genannt wird, also etwa Zunge statt Sprache oder Hand statt Schrift.[1]
- Als Ersetzung eines Wortes durch ein teilweises Synonym, das aber im Kontext nicht gemeint ist, zum Beispiel das Synonym eines Homonyms: Homer etwa schreibt mehrmals altgriechisch γλήνη glene (Augapfel) statt altgriechisch κόρη kore (Mädchen), da dieses Wort beide Bedeutungen haben kann.[1] Diese Definition findet sich erstmals bei Tryphon im 1. Jahrhundert v. Chr., in seiner Schrift Peri tropon und wurde von Quintilian aufgegriffen. Letzterer nennt als Beispiele herablassende Wortspiele mit der Bedeutung von Eigennamen (z. B. Verres, Eber, oder Catus, schlau), die bei den Römern offensichtlich verpönt waren. Diese Bedeutung wurde zwar in der Nachfolge Quintilians häufig theoretisch dargestellt, aber seine Ablehnung dieser Figur teilte sich in gleicher Weise mit. Er nennt sie „höchst selten und ungebührlich, bei den Griechen aber häufiger“ (Institutio oratoria 8.6.37). Als ein griechisches Beispiel bringt er die Benennung des Kentauren Cheiron (was auch „geringer“ heißt) als „der Kümmerling“. Eine sinnvolle Verwendungsmöglichkeit sieht er allenfalls in der Komödie (ebd. 39).
- Als Anspielung über mehrere vermittelnde Vorstellungen hinweg, so wenn, Vergil an einer Stelle (Eklogen 1, 69) von Ähren spricht, aber damit Ernten und übertragen Jahre meine. In Quintilians Erörterung der Metalepse in der Institutio oratoria ist diese Auffassung bereits angelegt, als Hauptbedeutung favorisiert wird sie von Aelius Donatus im 4. Jahrhundert, der auch das Vergilbeispiel nennt.
- Als Darstellung des Vorhergehenden durch das Nachfolgende und umgekehrt. Inhaltlich auf Philipp Melanchthon zurückgehend, wird diese Definition meist nach César Dumarsais' Des Tropes ou des différents sens von 1729 zitiert.

George Puttenham (1529–1590) versteht die Metalepsis in seinem einflussreichen Buch The Arte of English Poesie von 1589 in der zweiten Bedeutung und übersetzt sie von daher als the farfet, "die Weithergeholte".
Bereits Quintilian schrieb, die Metalepse öffne „gleichsam den Weg von einer Trope zu einer anderen“" (Institutio oratoria 8.6.37). Giambattista Vico fasst in seinen Institutiones oratoriae von 1711 die erste und die zweite Wortbedeutung zu der allgemeineren, aber ebenfalls präzisen Definition zusammen: die Metalepse sei eine „Verknüpfung mehrerer Tropen“ (plurium troporum nexus, § 42). Im Kapitel Poetische Chronologie seiner Scienza nuova hebt er die „evolutionäre Rationalität“ (A. Burkhardt) des Vergilbeispiels hervor, indem er darauf hinweist, dass in einer bäuerlichen Gesellschaft die Jahre lange Zeit nach den Ernten gezählt worden sein müssen, bevor sich ein abstrakter Begriff Jahr herausbildete.

## DieMetalepseder Erzähltheorie
In der Literaturwissenschaft wird von einer Metalepse immer dann gesprochen, wenn (mindestens) zwei getrennte Erzählebenen (z. B. die extradiegetische Ebene des Erzählers und die fiktive Intradiegese dessen, was er erzählt) logikwidrig miteinander vermischt werden.  Der Begriff „narrative Metalepse“ („métalepse narrative“) wurde von Gérard Genette eingeführt.
Bei Genette bezeichnet die narrative Metalepse das Überschreiten der Grenze zwischen einer fiktionsinternen Binnenwelt und einer ebenfalls fiktiven Rahmenwelt des Erzählers. Das kann zum einen bedeuten, dass der Erzähler (als Figur oder auch nur Stimme eines fiktionalen Textes, nicht zu verwechseln mit dem empirischen Autor) sich in die Handlung seiner Geschichte einmischt. Dies ist insofern paradox, als er damit die Simulation von Faktualität aufgibt und offenlegt, dass seine Geschichte nur fiktional ist. Zum anderen zählt für Genette auch die motivische Umkehrung dieses Eindringens in eine fiktive Welt, nämlich das Heraustreten einer Figur der Binnenerzählung in die (ebenfalls fiktive) Wirklichkeit der Rahmenerzählung, zur Metalepse. Genette nennt als Beispiel für diesen zweiten Fall Julio Cortázars Erzählung Continuidad de los Parques aus Final del juego (dt. Ende des Spiels), in der die Figuren ihren Leser umbringen. In seinem eher assoziativen Essay Métalepse von 2004 dehnt Genette diesen Ansatz auf die Beschreibung von Filmen und anderen Kunstwerken aus, z. B. Woody Allens The Purple Rose of Cairo.
John Hollander versteht die Metalepse in The Figure of Echo als literarische Anspielung und kulturelles Echo, womit er sie in die Nähe des Topos rückt.
Der Metalepse verwandt ist die narrative Mise en abyme (frz.: „in den Abgrund geschickt“ im Sinne von „ins Unendliche/Bodenlose verlängert“) nach André Gide (theoretisch expliziert von Lucien Dällenbach). Die Bezeichnung lehnt sich an die Heraldik an und bezieht sich auf die Wiederholung desselben Wappens en miniature auf dem Schild. Entsprechend steht die narrative mise en abyme für einen Text, der andeutet, sich selbst (im Maßstab herabgesetzt) nochmals zu enthalten. Da eine solche Potenzierung ins Unendliche führen müsste und kein gedruckter Text unendlich sein kann, lässt sich eine mise en abyme in der Literatur immer nur andeuten.

Einen Hinweis auf die Funktion von Metalepsen (allerdings ohne dem Phänomen diesen Begriff zu geben, der erst später von Genette geprägt wurde) gibt Jorge Luis Borges: 

„Warum beunruhigt es uns so sehr, dass die Landkarte in der Landkarte beinhaltet ist und die 1001 Nächte im Buch Tausendundeine Nacht? Warum beunruhigt es uns, dass Don Quichotte Leser des Quichotte, Hamlet Zuschauer des Hamlet ist? Ich denke, die Ursache herausgefunden zu haben: solche Vertauschungen legen nahe, dass, wenn die Figuren einer Fiktion Leser oder Zuschauer sein können, [auch] wir, ihre Leser oder Zuschauer, fiktiv sein können.“

Metaleptische Strukturen gibt es nicht nur in der Erzählliteratur. Beispiele finden sich u. a. schon in Ludwig Tiecks frühromantischen Dramen. Als weiterer Beispieltext mit dramatischen Metalepsen kann das Theaterstück Sechs Personen suchen einen Autor (1921) von Luigi Pirandello angesehen werden.